# Обершнајдинг
Обершнајдинг (њем. Oberschneiding) општина је у њемачкој савезној држави Баварска. Једно је од 37 општинских средишта округа Штраубинг-Боген. Према процјени из 2010. у општини је живјело 2.733 становника. Посједује регионалну шифру (AGS) 9278167.

## Географски и демографски подаци
Обершнајдинг се налази у савезној држави Баварска у округу Штраубинг-Боген. Општина се налази на надморској висини од 354 метра. Површина општине износи 60,8 km². У самом мјесту је, према процјени из 2010. године, живјело 2.733 становника. Просјечна густина становништва износи 45 становника/km².